# Eremaeus neonominatus
Eremaeus neonominatus är en kvalsterart som beskrevs av Subías 2004. Eremaeus neonominatus ingår i släktet Eremaeus och familjen Eremaeidae. Inga underarter finns listade i Catalogue of Life.